# فیلی، یورک‌شر شمالی
latitudeفیلی، یورک‌شر شمالیlongitudeفیلی، یورک‌شر شمالی
فیلی، یورک‌شر شمالی (به انگلیسی: Filey) یک شهرک در بریتانیا است که در انگلستان واقع شده‌است.

## خصوصیات
فیلی ۶٬۹۸۱ نفر جمعیت دارد.